# Fernando Pieruccetti
Fernando Pieruccetti, noto anche con lo pseudonimo di Mangabeira (Belo Horizonte, 1910 – Belo Horizonte, novembre 2004), è stato un pittore, disegnatore, fumettista, illustratore e docente brasiliano.

## Biografia
Fernando Pieruccetti, noto con il soprannome di "Mangabeira", nacque a Belo Horizonte nel 1910 e morì nella stessa città nel novembre del 2004. Cresciuto in un ambiente culturalmente vivace, Pieruccetti sviluppò una passione per l'arte fin dalla giovane età. Fu un artista poliedrico, che si distinse come pittore, disegnatore, illustratore, cartonista e docente. Nel corso della sua vita, divenne una figura di riferimento per la scena artistica e culturale di Minas Gerais. La sua carriera artistica si intrecciò con la sua passione per il calcio, in particolare con le principali squadre della sua città, e il suo impegno nella promozione dell'arte visiva a livello locale. 

## Opere
Pieruccetti è particolarmente noto per le sue creazioni nel campo delle mascotte sportive. Negli anni '40, attraverso le sue vignette pubblicate sul giornale Folha de Minas, creò il Gallo come mascotte per il Clube Atlético Mineiro, un simbolo che rappresentava la forza e la determinazione della squadra. Nel 1945, ispirato dalla figura dell'allora presidente del Cruzeiro Esporte Clube,  Mário Grosso, ideò la Volpe come mascotte del club, simbolo di astuzia e intelligenza. Inoltre, creò il Coniglio per l'América-MG, un simbolo ispirato ai cognomi di diversi dirigenti del club. Altre sue mascotte includono il Leone per il Villa Nova, il Tigre per il Sete de Setembro e la Tartaruga per il Siderúrgica. Pieruccetti contribuì anche alla scena artistica brasiliana, partecipando nel 1936 al Salão do Bar Brasil, evento che segnò un'importante evoluzione del Modernismo nelle arti plastiche di Minas Gerais. Grazie al suo lavoro, divenne una figura chiave nella storia delle mascotte sportive brasiliane e contribuì alla valorizzazione dell'arte e della cultura locale.

## Curiosità
1. Un artista versatile: Sebbene Pieruccetti sia famoso per le sue mascotte sportive, la sua versatilità artistica si estendeva anche a campi più ampi. Era noto per il suo stile unico nel disegno e nella caricatura, che combinava elementi del modernismo brasiliano con un tocco personale, capace di attrarre sia un pubblico adulto che giovanile.
2. Il legame con il calcio: Pieruccetti non era solo un creatore di mascotte, ma anche un appassionato di calcio. Nonostante non avesse mai giocato a livello professionistico, il suo amore per il gioco lo portò a creare delle figure iconiche che ancora oggi sono riconosciute e apprezzate dai tifosi delle squadre coinvolte.
3. Un amico di personalità di spicco: Durante la sua carriera, Pieruccetti ebbe l'opportunità di entrare in contatto con diverse personalità di spicco, tra cui presidenti di club, artisti e giornalisti. Uno dei suoi amici più stretti fu il giornalista e storico sportivo Mário Viana, che lo introdusse a numerosi progetti editoriali legati al calcio e alla cultura popolare di Minas Gerais.
4. Un innovatore nelle caricature: Negli anni '30 e '40, le caricature sportive erano ancora in una fase embrionale in Brasile. Pieruccetti fu uno dei primi a rendere le caricature più dinamiche e accessibili, utilizzando colori vivaci e linee stilizzate per esprimere non solo l’aspetto fisico, ma anche la personalità dei protagonisti sportivi.
5. L'impatto culturale a Minas Gerais: Oltre al suo lavoro per i club calcistici, Pieruccetti contribuì significativamente alla cultura visiva di Minas Gerais. La sua arte non solo celebrava il calcio, ma anche la vita quotidiana e le tradizioni della sua città natale. Le sue opere furono spesso esposte in gallerie e mostre, diventando parte del patrimonio culturale locale.
6. Premio postumo: Nel 2004, poco prima della sua morte, Pieruccetti ricevette il "Galo de Prata", la massima onorificenza del Clube Atlético Mineiro, in riconoscimento del suo contributo alla cultura e alla storia del club. Questo riconoscimento arrivò a suggellare una carriera che, pur rimanendo in parte nell'ombra rispetto ad altri artisti più noti, aveva un impatto duraturo nella comunità calcistica e artistica.

Sintesi conclusiva
La sua arte ha contribuito a definire l'identità visiva delle squadre, lasciando un'impronta duratura nella cultura sportiva brasiliana. Oltre al suo lavoro nel mondo del calcio, Pieruccetti ha avuto una carriera variegata come pittore, illustratore e docente, influenzando la scena artistica di Belo Horizonte e di Minas Gerais. La sua versatilità e il suo stile unico lo hanno reso una figura di riferimento nell'arte e nella cultura del Brasile, premiato anche postumamente per il suo contributo alla storia dei club locali.